# Dalibor (rozhledna)
Dalibor je zděná rozhledna na kótě Kalvárie (262 m n. m.), náležející Milovické pahorkatině, jihozápadně obce Zaječí v okrese Břeclav. 

## Historie rozhledny
Stavba vedle kapličky z roku 2007 byla též plně financována z prostředků majitele vinařství „U Kapličky“ pana Žďárského, celkové náklady činily cca 500 000 Kč. Celková výška je 11 metrů, vyhlídková plošina je ve výšce 8 m, vede na ni 30 poměrně strmých stupňů ocelového žebříku, ukotveného do obvodového pláště věže. Oficiální zpřístupnění proběhlo v květnu 2012.

## Přístup
K rozhledně vede žlutá turistická značka, lze využít silničky vedoucí od Zaječí k vinařství. Nejbližší železniční stanicí je Zaječí, asi 3,5 km vzdálená. Rozhledna je přístupná celoročně zdarma.

## Výhled
Na Přítluckou horu, vodní dílo Nové Mlýny, Pálavu, JE Dukovany, Lednicko-valtický areál, do Rakouska i na Slovensko.